# Erasmusgebouw
Het Erasmusgebouw is een van de academische gebouwen van de Radboud Universiteit van de Nederlandse stad Nijmegen. Het is gelegen aan het Erasmusplein 1, in de wijk Heijendaal. De faculteiten filosofie, theologie, religiewetenschappen en letteren zijn hier gevestigd. 
Het is met 88 meter tevens het hoogste gebouw van Nijmegen. 

## Geschiedenis
Het gebouw is vernoemd naar de 15e-eeuwse filosoof, theoloog en humanist Desiderius Erasmus.
Het Erasmusgebouw is gebouwd in 1973 en heeft 21 verdiepingen. 
In 2007 en 2008 vond een ingrijpende verbouwing plaats van zowel de kantoren als de onderwijsruimten. Door deze modernisering is er nu overal in het gebouw toegang tot een draadloze internetverbinding en bevatten de meeste onderwijsruimten digitale faciliteiten.

## Foto's

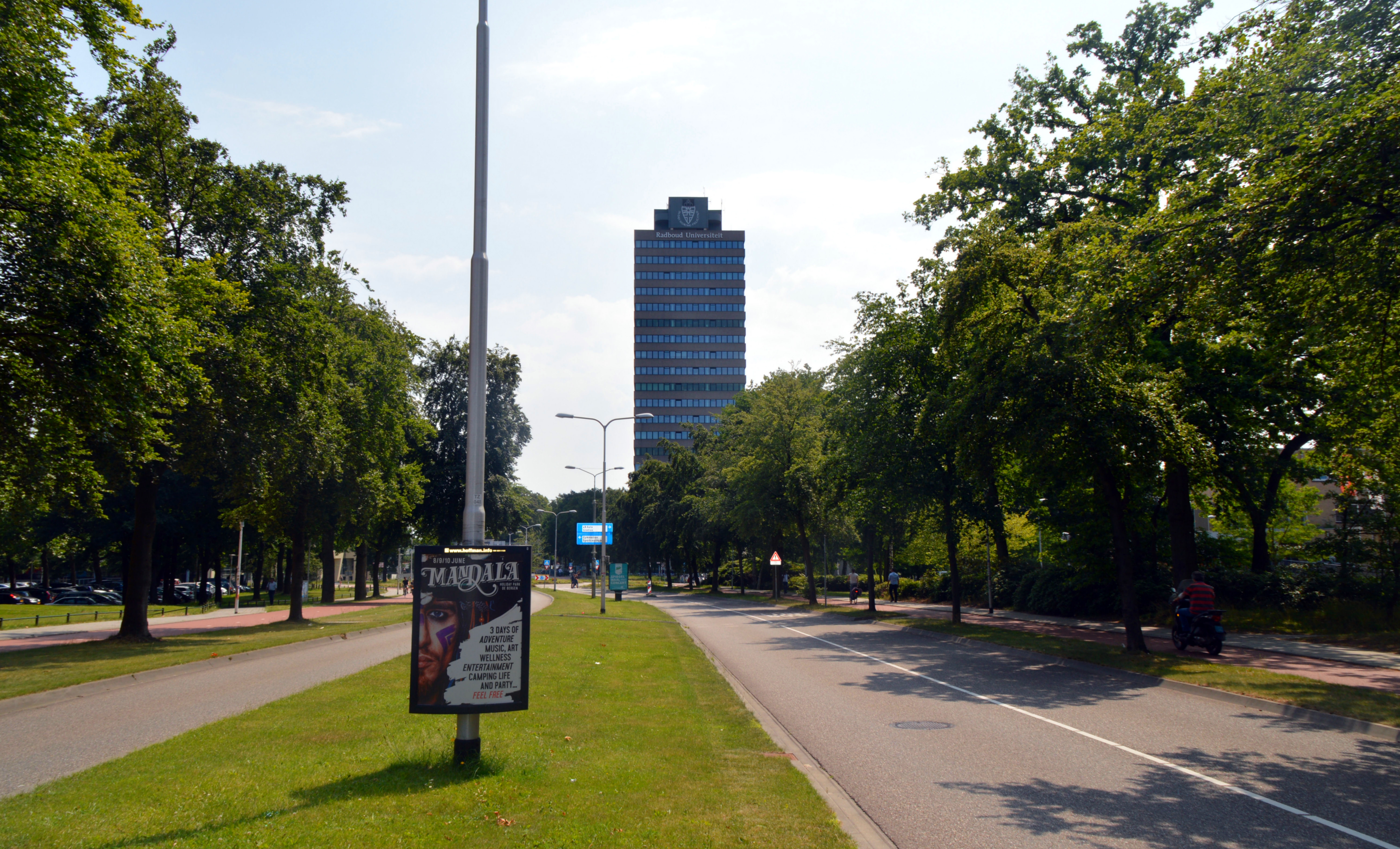
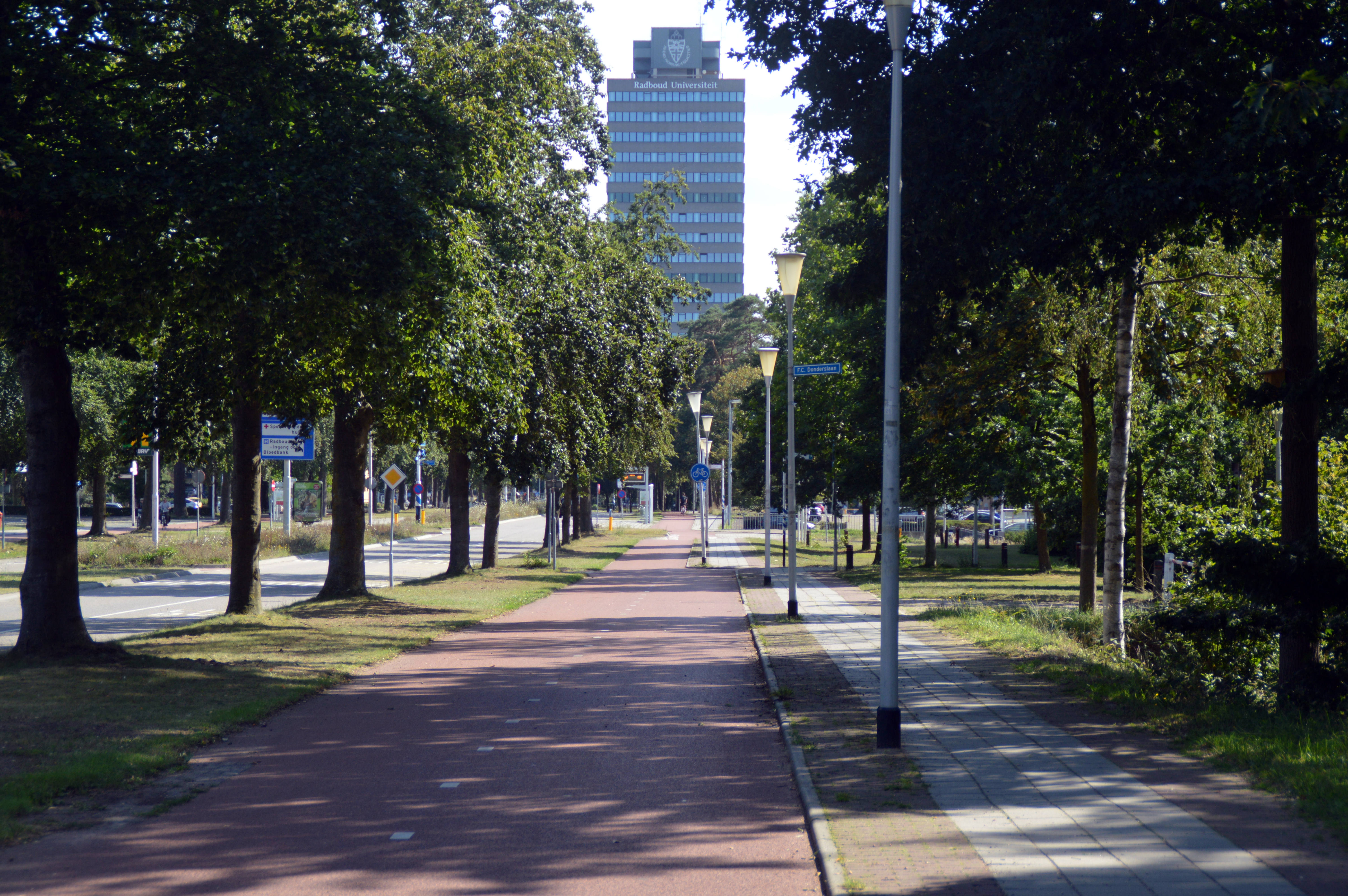
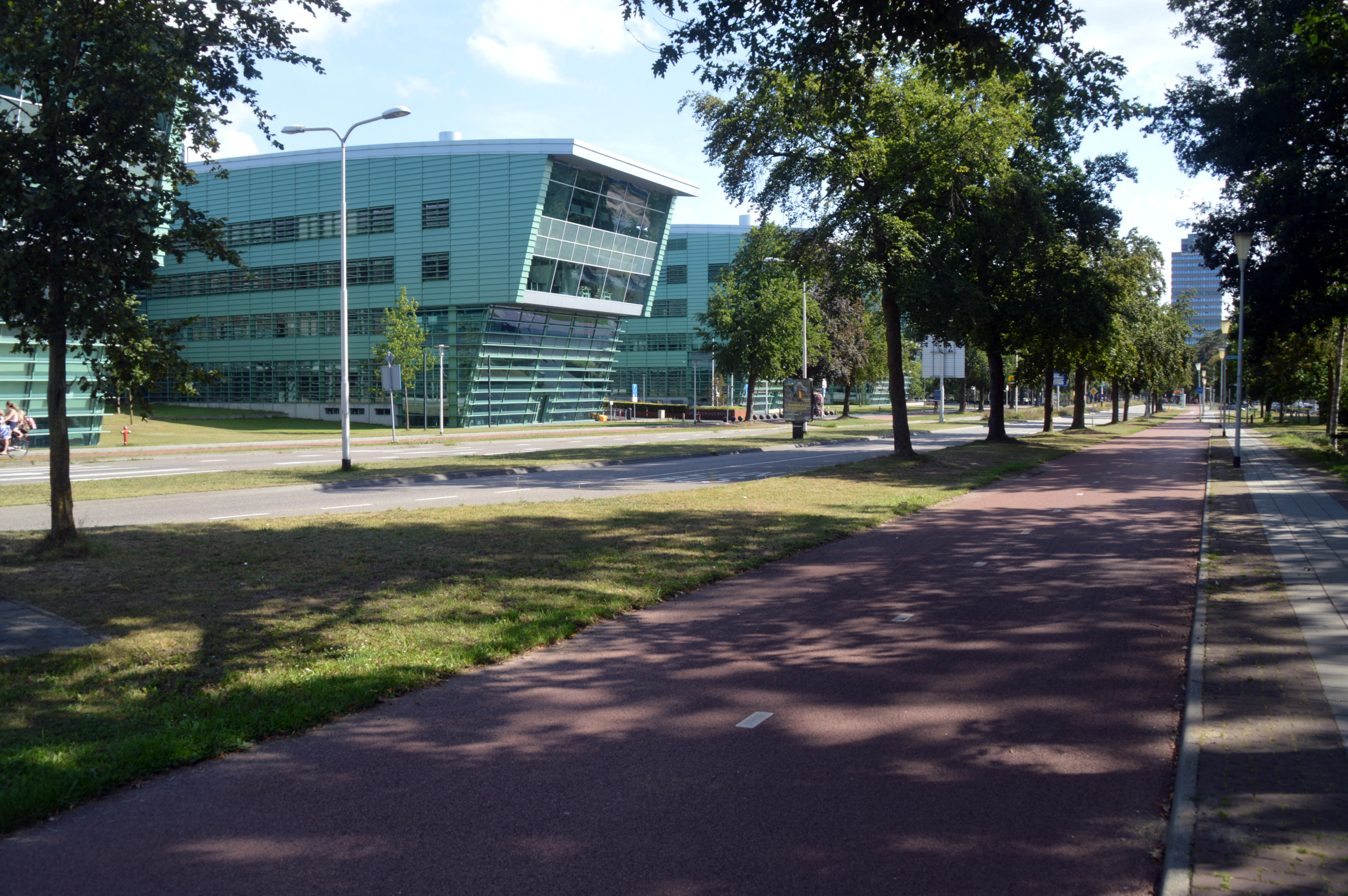
De vier vleugels van het Huygensgebouw met op de achtergrond het Erasmusgebouw

Cooltoren (Rotterdam) · Delftse Poort (Rotterdam) · FIRST (Rotterdam) · Hoftoren (Den Haag) · JuBi-gebouw (Den Haag) · De Kroon (Den Haag) · Maastoren (Rotterdam) · Millenniumtoren (Rotterdam) · Mondriaantoren (Amsterdam) · Montevideo (Rotterdam) · New Babylon (Den Haag)  · New Orleans (Rotterdam) · The Red Apple (Rotterdam) · Rembrandttoren (Amsterdam) · De Rotterdam (Rotterdam) · Het Strijkijzer (Den Haag) · Westpoint (Tilburg) · World Port Center (Rotterdam) · De Zalmhaven (Rotterdam)
Achmeatoren (Leeuwarden) · Alphatoren (Enschede) · Carlton (Almere) · Erasmusgebouw (Nijmegen) · Europees Octrooibureau (Rijswijk) · EWI-gebouw (Delft) · Hondsrugtoren (Emmen) · Innovatoren (Venlo) · Kempkensberg (Groningen) · Niko (Eindhoven) · Provinciehuis ('s-Hertogenbosch) · Rabobank (Utrecht) · Sardijntoren (Vlissingen) · IJsseltoren (Zwolle)